# Лизогубівський (Седнівський) парк
Лизогу́бівський (Се́днівський) парк — парк-пам'ятка садово-паркового мистецтва місцевого значення в Україні. Розташований у межах Чернігівського району Чернігівської області, в смт Седнів. 
Площа 22 га. Статус дано згідно з рішенням Чернігівського облвиконкому від 08.09.1958 року № 861; від 10.06.1972 року № 303; від 27.12.1984 року № 454; від 28.08.1989 року № 164. Перебуває у віданні: Седнівська селищна рада. 
Статус дано для збереження давнього парку, який був частиною садиби Лизогубів. Парк створено в англійському стилі на основі природної діброви. Головною його композиційною віссю є алея вікових каштанів. 

## Галерея

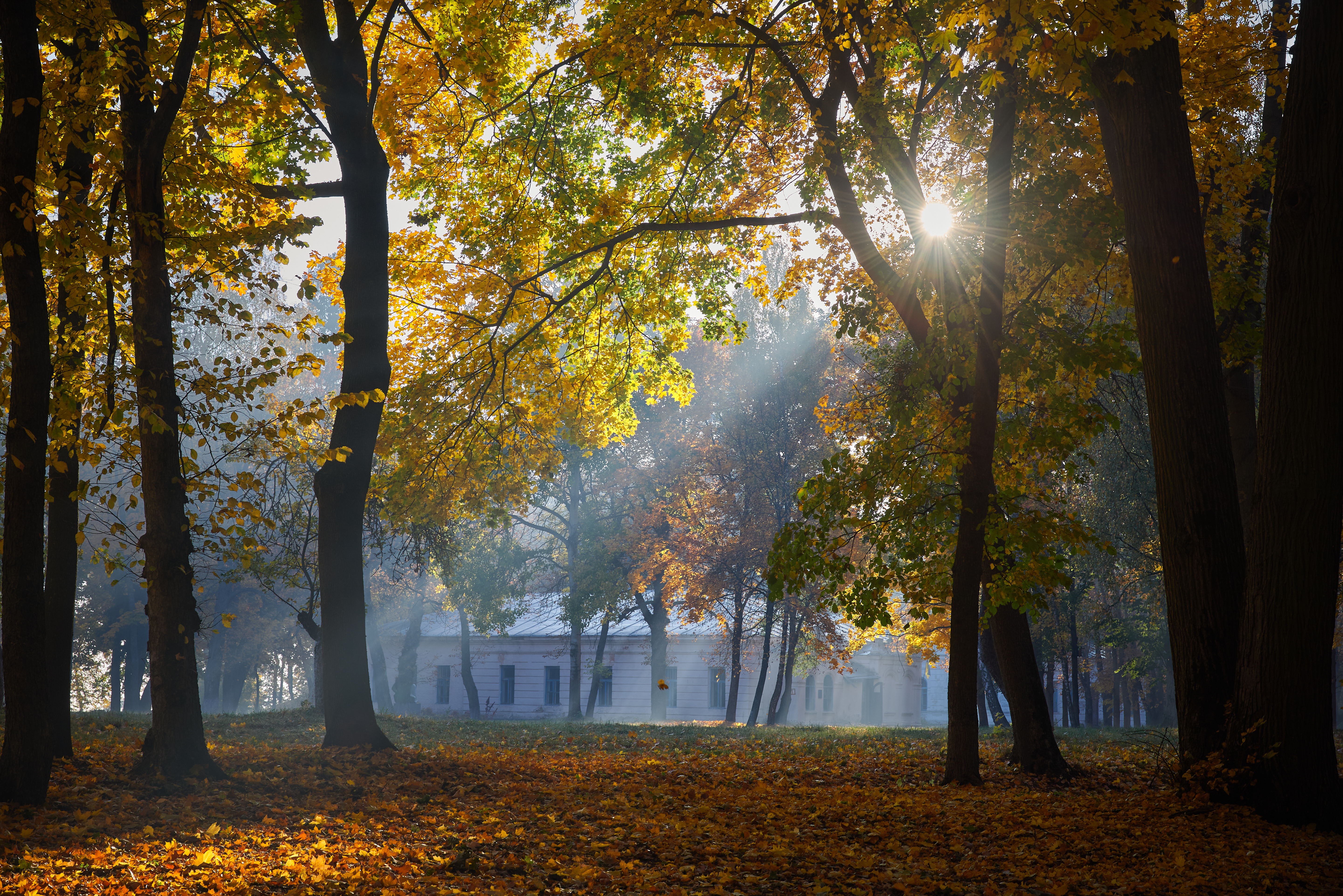
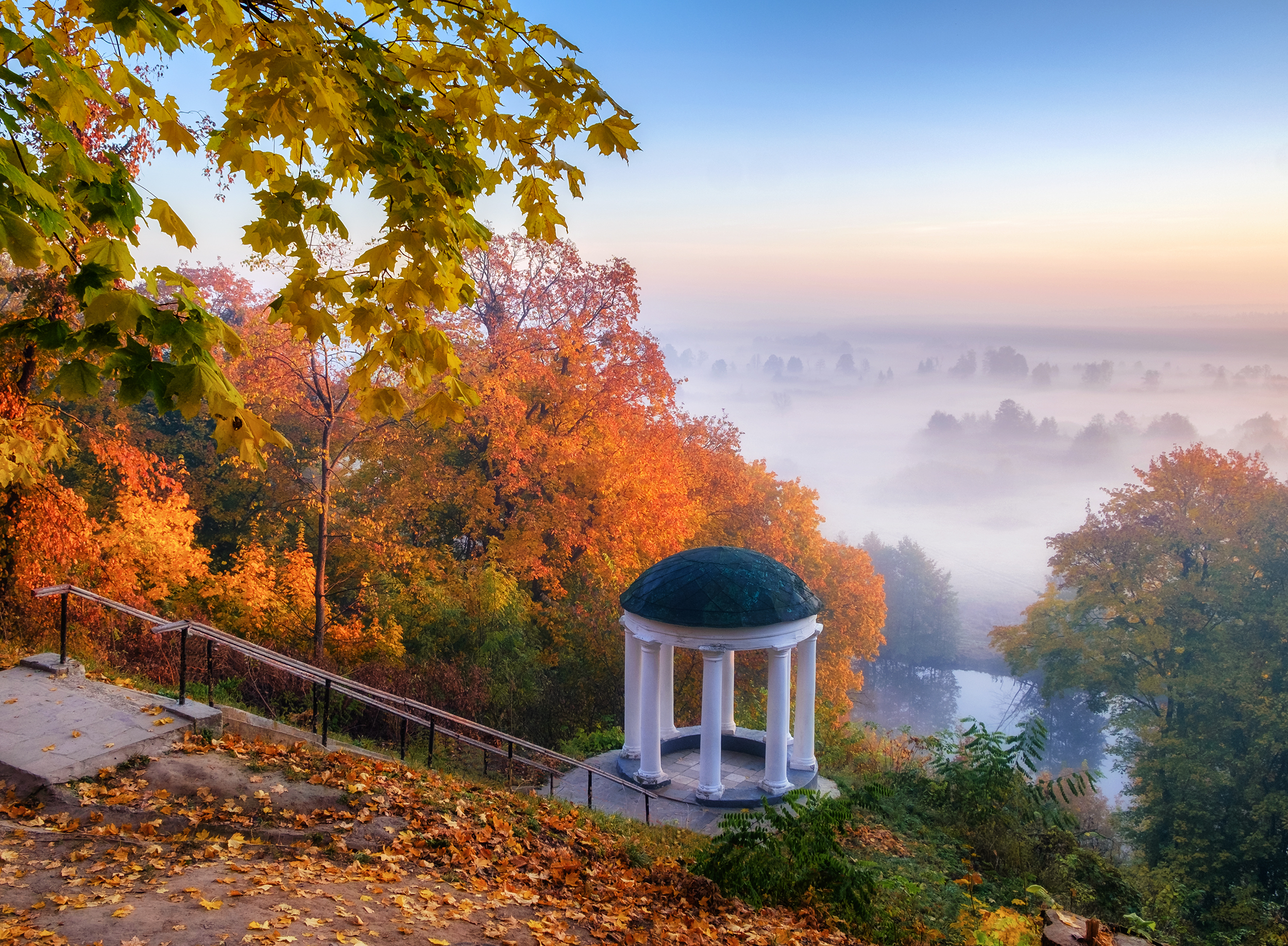
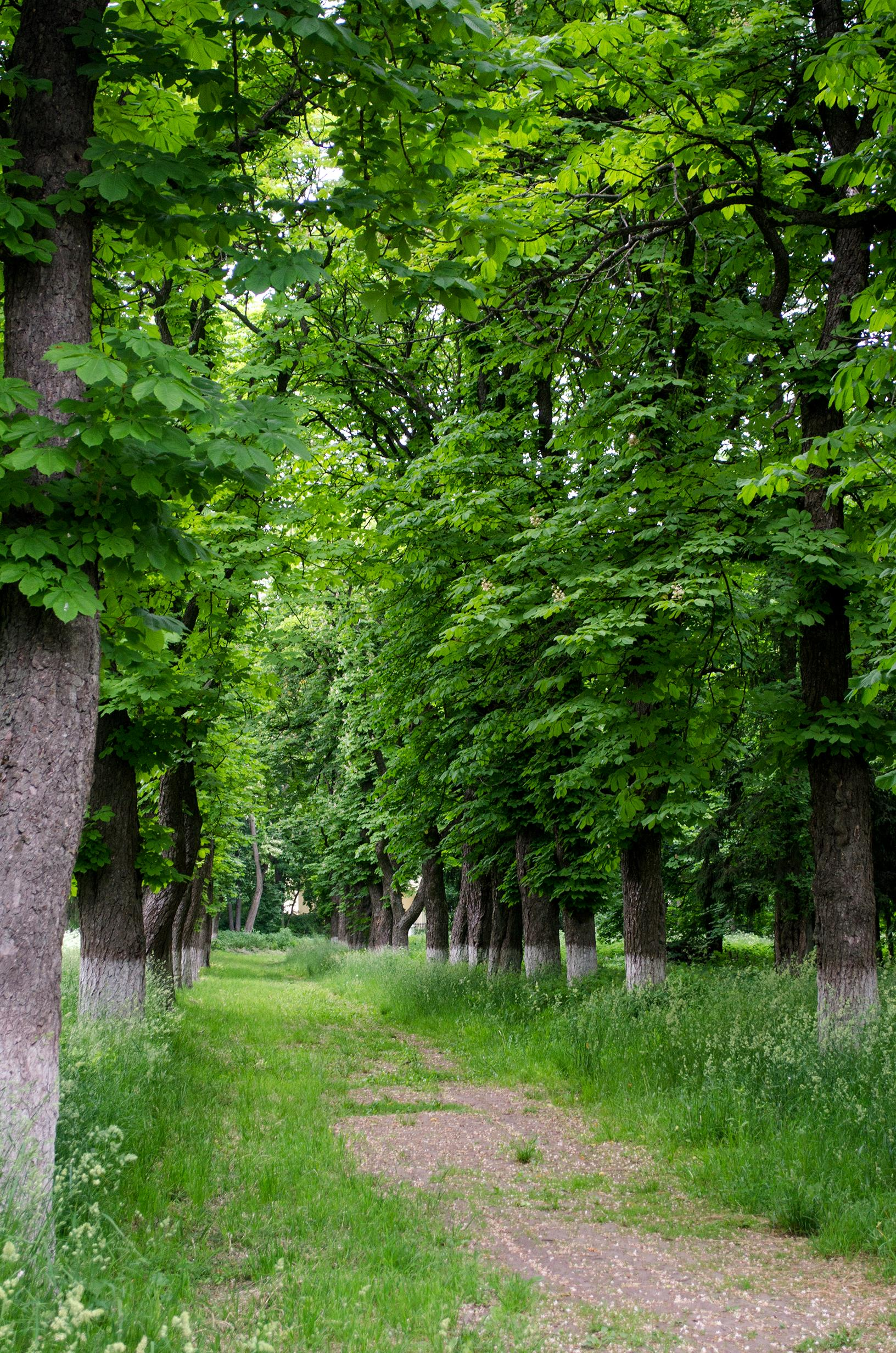
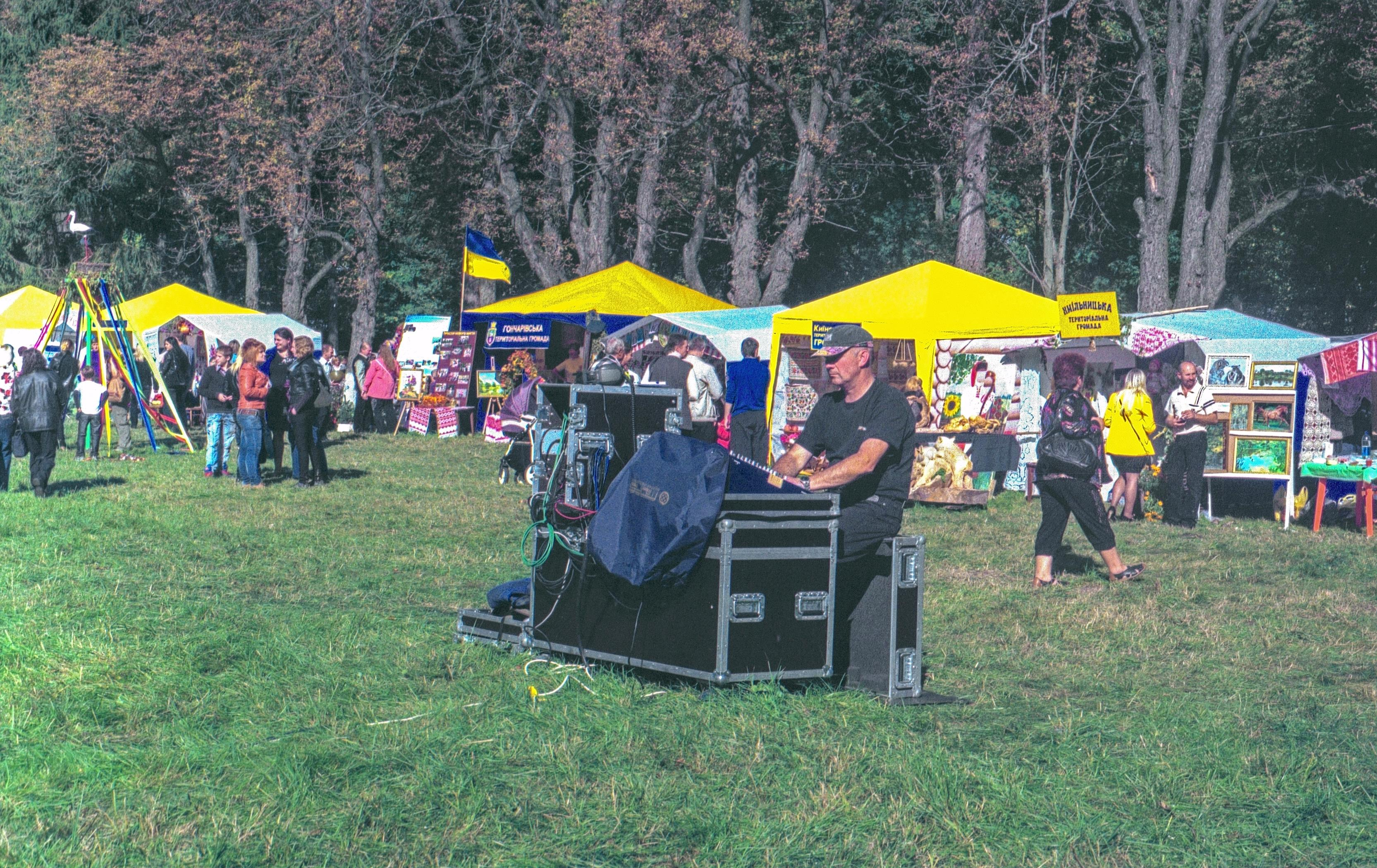
Етнофестиваль "Седнівська осінь"